# Стеблёвка
Стеблёвка (укр. Стеблівка, венг. Száldobos, Салдобош(ь)) — село, входит в Хустскую городскую общину Хустского района Закарпатской области Украины. Находится в 14 км юго-восточнее города Хуст на правом берегу реки Тиса.
Население по переписи 2001 года составляло 2231 человек. Телефонный код — 31-42. Код КОАТУУ — 2125387801.

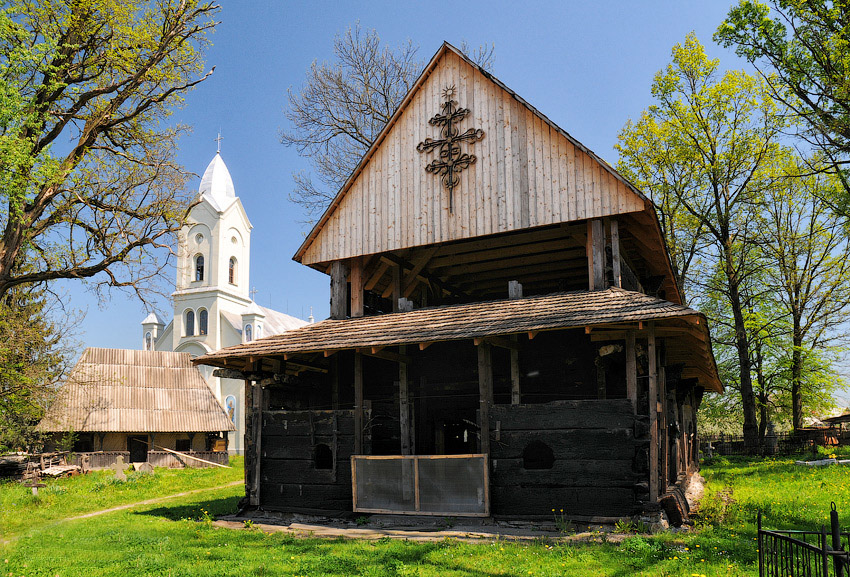
Церковь Рождества Пресвятой Богородицы — пример мараморошской готики.

В селе находится Церковь Рождества Пресвятой Богородицы XVI века — один из шедевров так называемой «деревянной готики». Перестроена в 1794. Сгорела в 1994, законсервирована в 2010.

## История
В 1946 году указом ПВС УССР село Салдобош переименовано в Стеблевку.